# Unterflurfeuer

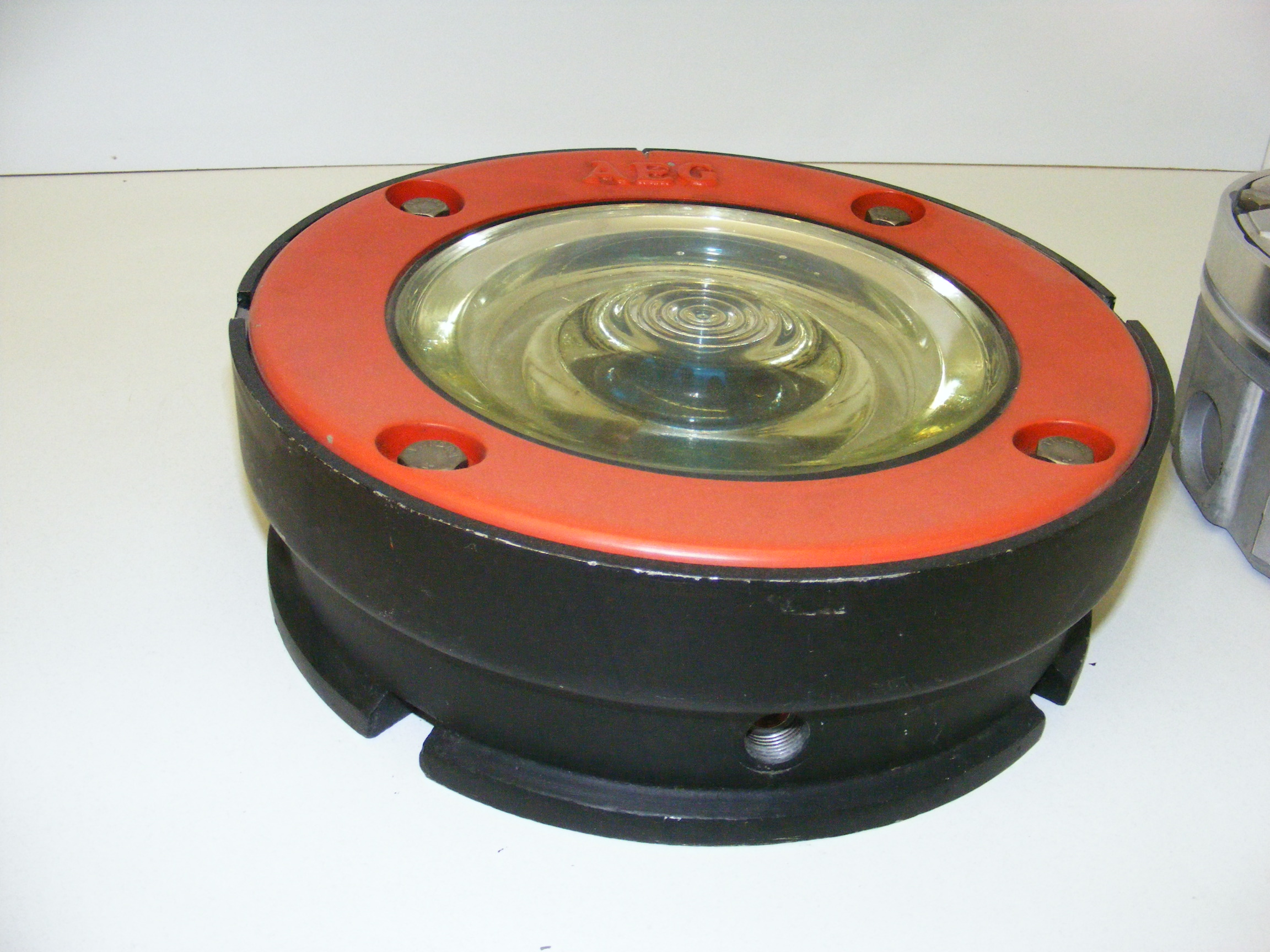
Weißes Unterflurfeuer für Landebahnen

Unterflurfeuer (engl. Surface Lights) sind nahezu bodengleiche Feuer auf Start- und Landebahnen, Rollwegen oder Vorfeldflächen von Flugplätzen. 
Sie werden vorwiegend dort eingesetzt, wo mit regelmäßiger Überrollung durch Luftfahrzeuge zu rechnen ist. Dies ist in erster Linie auf der Mittellinie der Start- und Landebahnen und auf der Mittellinie von Rollwegen und Vorfeldern der Fall. Da Unterflurfeuer auch für den Betrieb Vorteile haben (zum Beispiel bei der Schneeräumung), werden sie zunehmend auch an anderen Stellen eingesetzt.
Unterflurfeuer müssen große Lasten aufnehmen können, wie z. B. das Überrollen durch ein Luftfahrzeug, und sind daher entsprechend teurer als Überflurfeuer. Sie müssen so konstruiert sein, dass sie keine Schäden an den Rädern von Luftfahrzeugen verursachen können. Die Temperatur zwischen dem Reifen eines Luftfahrzeugs und dem Feuer darf bei zehnminütigem Kontakt nicht höher als 160 °C sein, um den Luftfahrzeugreifen nicht zu beschädigen.
Die Anspeisung von Unterflurfeuern erfolgt in der Regel durch Kabel, die dem Feuer über unterirdisch verlegte Kabelschutzrohre zugeführt werden. Sie sind immer horizontal zu installieren. Nach den internationalen Richtlinien der Anhänge (engl. Annex) zum Chicagoer Abkommen dürfen sie nicht mehr als 13 Millimeter aus der befestigten Oberfläche herausragen. 